# Sanok Rubber Company
Sanok Rubber Company S.A. (wcześniej: Sanockie Zakłady Przemysłu Gumowego „Stomil Sanok” S.A.) – zakłady przemysłu gumowego w Sanoku.

## Historia

### Sanok Polska Spółka dla Przemysłu Gumowego
Chronologia nazw

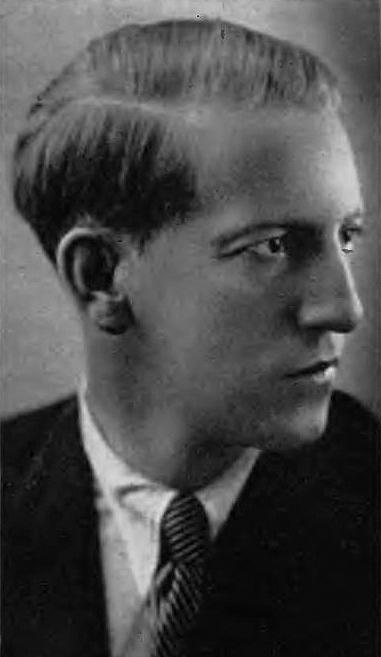
Twórca fabryki Oskar Schmidt

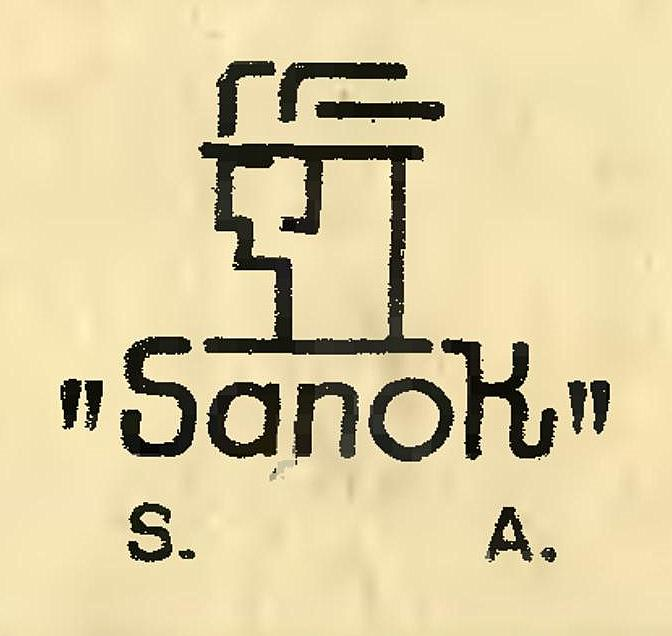
Logo przedsiębiorstwa Sanok Polska Spółka dla Przemysłu Gumowego S.A. (1939)

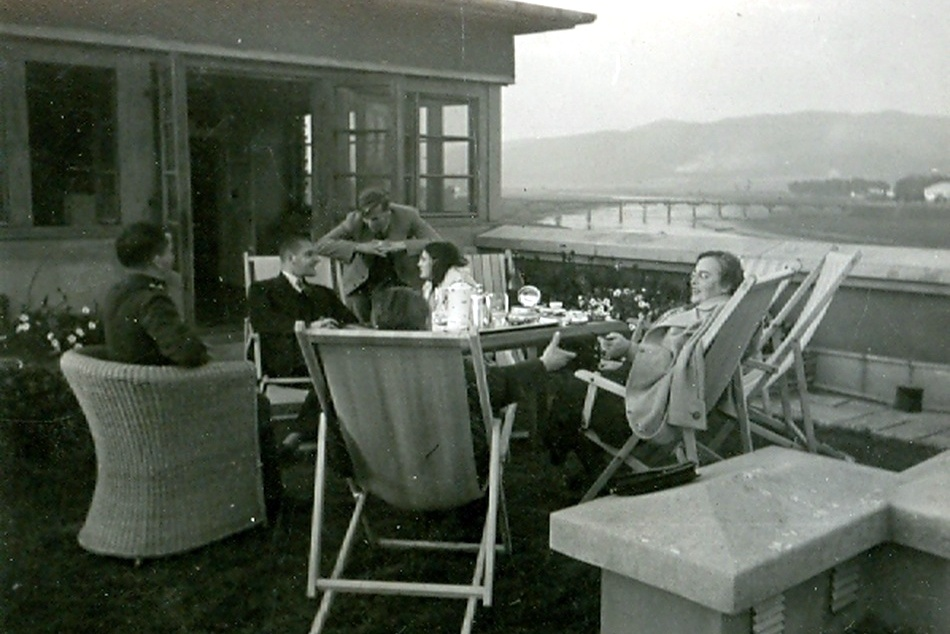
Budynek zarządu spółki przy ulicy Władysława Reymonta w 1935

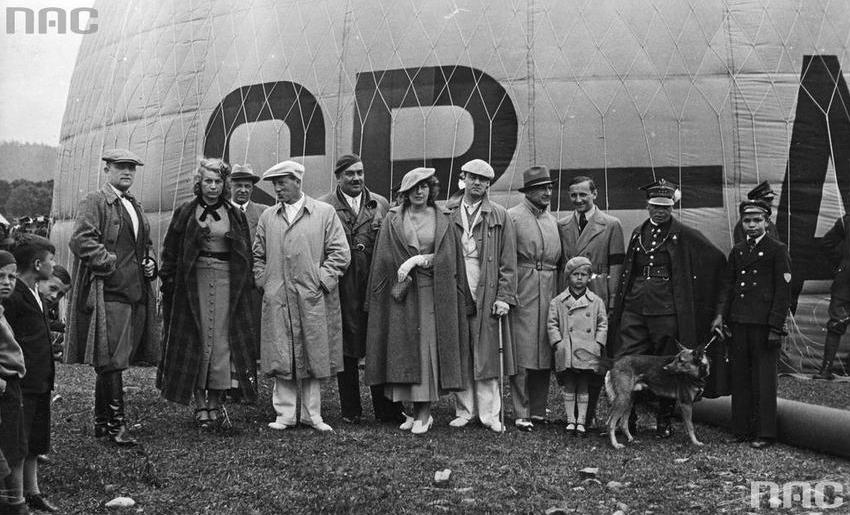
Oskar Schmidt, Olga Didur-Wiktorowa, Adam Didur podczas imprezy promocyjnej wyrobów fabryki

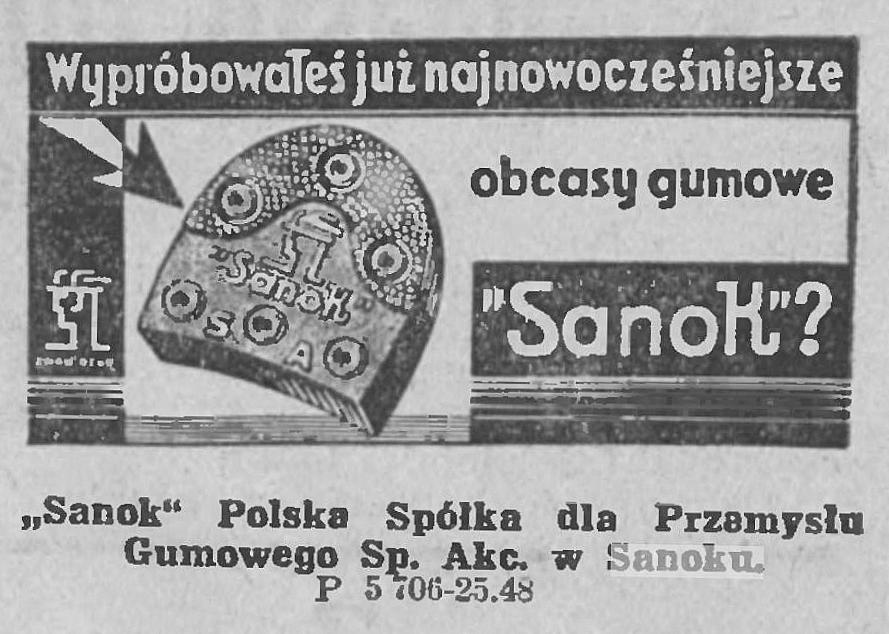
Reklama fabryki w wydaniu gazety „Orędownik” z 1934

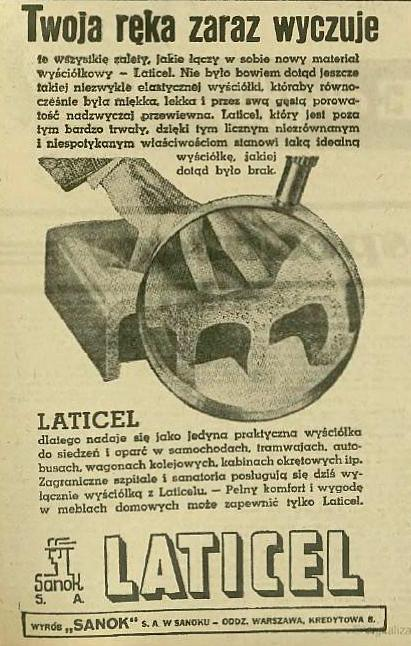
Reklama „Laticelu” w „Ilustrowanym Kuryerze Codziennym” z 1939

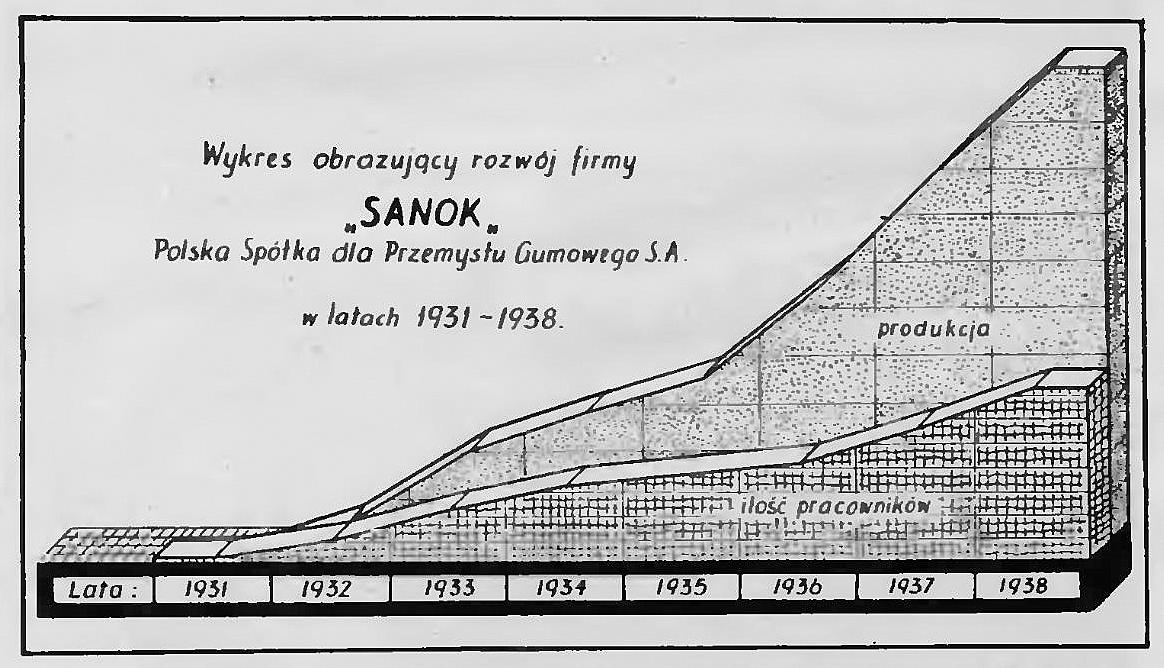
Wskaźnik rozwoju produkcji w latach 30.

- Polska Spółka dla Przemysłu Gumowego Spółka Akcyjna z siedzibą w Sanoku (rej. 14 sierpnia 1931)
- „Sanok” Polska Spółka dla Przemysłu Gumowego Spółka Akcyjna w Sanoku
- „Sanok” Polska Spółka dla Przemysłu Gumowego S.A.

Przedsiębiorstwo posiada jedną z najdłuższych tradycji w Polsce. Pierwotnie pierwsza z fabryk została założona w 1931 w okresie II Rzeczypospolitej na terenie Sanoka w nowo przyłączonej wówczas części miasta, Posada. Oficjalną datą powstania był 24 stycznia 1932. Była oparta na kapitale pochodzącym od akcjonariuszy z Francji i Szwajcarii. Wykonanie budowlano-techniczne zapewniło Przedsiębiorstwo Robót Budowlanych i Żelbetonowych Bronisław Kędzierski i Ska; poświęcenie fabryki miało miejsce 20 marca 1932. Założycielem twórcą, właścicielem i pierwszym dyrektorem fabryki był ceniony specjalista w dziedzinie technologii gumy z obywatelstwem austriackim dr Oskar Schmidt (budową kierował jego brat Karol Schmidt, jako generalny pełnomocnik akcjonariuszy). Jego przedsiębiorstwo nosiło nazwę „Sanok”. Polska Spółka dla Przemysłu Gumowego S.A. W 1932 jako dyrektorzy fabryki figurowali inż. Piotr Lipczyk i dr Oskar Schmidt, zaś później samodzielnie O. Schmidt. W 1936 powstał drugi zakład pod nazwą Sanocka Fabryka Akumulatorów S.A., którą tworzył Karol Schmidt, a dyrektorem generalnym był Oskar Schmidt. Obie fabryki działały we wspólnocie interesów i pod wspólnym kierownictwem.
Fabryka w Sanoku została zaliczona do Centralnego Okręgu Przemysłowego (COP) (podobnie jak stworzona równocześnie w mieście przez Schmidtów fabryka obrabiarek), dzięki czemu uzyskała ulgi przemysłowo-podatkowe na okres 15 lat od Ministerstw Skarbu, Spraw Wojskowych oraz Przemysłu. W fabryce były produkowane: maski przeciwgazowe, nici gąbczaste dla przemysłu lotniczego i okrętowego oraz balony. Fabryka wykazywała dynamizm rozwoju w okresie trudnej koniunktury i w latach kryzysu gospodarczego.
W 1934 do Sanoka przyjechał francuski naukowiec Auguste Piccard, który zamierzał wykorzystać materiał wyprodukowany w fabryce do budowy nowego balonu do lotu stratosferycznego. Później na podstawie wynalazku dr. Oskara Schmidta i dyrektora technicznego fabryki, Władysława Kubicy, wykonano gumowanie powłoki balonu stratosferycznego „Gwiazda Polski” z 1938. Gumowanie tych powłok odbywało się według oryginalnej recepty, wynalezionej w fabryce. Powstał Sanocki Klub Balonowy „Guma”, kierowany przez Oskara Schmidta, który działał jako sekcja Aeroklubu Lwowskiego, w jego ramach powstał balon pod nazwą „Sanok” (pierwszy lot 9 maja 1936 w Warszawie, drugi konkursowy w Toruniu 17 maja 1936 – wygrana w konkursie, zaś uroczysty lot w Sanoku odbył się 21 czerwca 1936 na obszarze obecnej dzielnicy Błonie).
Na majątek przedsiębiorstwa poza wyposażeniem produkcji składało się również: przyfabryczny zakładowy żłobek, sklep kredytujący zakupy żywnościowe, świetlica, wyposażona w radio oraz adapter, gdzie odbywały się wieczorki taneczne. Właściciele organizowali również kursy dokształcające, w zakładzie obowiązywały powszechne ubezpieczenia na życie, funkcjonował system wczasów pracowniczych, ośrodek w Nowym Sączu oraz obozy wypoczynkowe.
Według stanu na 1938 rok przedsiębiorstwo zatrudniało 500 robotników, 14 osób personelu technicznego, 40 urzędników, terytorium fabryki wynosiło ok. 15 000 m², a budynki 8000 m². W 1938 spółka została ukarana przez ministra przemysłu i handlu grzywną 5 tys. zł. za niezgłoszenie do rejestru kartelowego trzech umów kartelowych w sprawie organizowania z innymi spółkami sprzedaży na nici gumowych. W 1939 kapitał zakładowy został podniesiony do 2,5 mln zł.
Siedziba centrali fabryki mieściła się przy ul. Władysława Reymonta 9 Sanoku, tak samo jak fabryka akumulatorów. Przedstawicielstwo spółki działało w Warszawie przy ulicy Widok 18 (lata 30.), przy ulicy Kredytowej (1939). Ponadto przedstawiciele fabryki funkcjonowali w Krakowie, Lwowie, Poznaniu, Bydgoszczy, Wilnie.
Po zakupie licencji na produkcję laticelu spółka prezentowała się na Targach Poznańskich 1937. Latem 1938 fabryka prezentowała się na Targach Wschodnich we Lwowie. W 1938 fabryka otrzymała złoty medal za eksponaty na Wystawie Szpitalnictwa w Warszawie, gdzie wyróżniono wyroby z gumy porowatej laticel (uszczelniacze do okien i drzwi, materace, poduszki).
Po wybuchu II wojny światowej i nastaniu okupacji niemieckiej fabryka przestała funkcjonować, Niemcy wywieźli sprzęt i maszyny do zakładów Semperita w Krakowie, natomiast Sanocka Fabryka Akumulatorów została podporządkowana firmie Accumulatorenfabrik, lecz produkcja nie była kontynuowana w tych ramach, zaś działał jedynie zakład remontowy. Dyrektorem fabryki gumy podczas wojny został mianowany pochodzący pierwotnie z Karwiny Edward Zajic, przeniesiony do Sanoka z Limanowej, jednocześnie w konspiracji będący szefem sanockiej komórki Organizacji Orła Białego–Związku Odwetu (OOB–ZO), który później poniósł śmierć w obozie Auschwitz-Birkenau. U schyłku wojny zabudowania i infrastruktura fabryki zostały zniszczone wskutek działań zbrojnych. Wartość przedsiębiorstwa w 1939 szacowano na 700 tys. dolarów.

#### Zatrudnienie i pracownicy
Na początku istnienia w fabryce było zatrudnionych 5 urzędników i 15 robotników, w 1936 pracowało już ponad 1200 ludzi, w 1938 w fabryce było zatrudnionych 1500 pracowników, w tym 150 w laboratoriach, a w 1939 zatrudnionych było ok. 2000 pracowników (wobec zapotrzebowania w pierwszym okresie wykwalifikowana kadra pochodziła z fabryk w Wolbromiu i Dębicy). W latach 30. dyrektorem fabryki był Władysław Kubica. Przed 1939 w fabryce pracowali: Józef Rymarowicz (wulkanizator), Władysław Gut, Mikołaj Szwan. Od 1938 do 1939 w fabryce pracował Adam Bieniasz (także członek zakładowego Klubu Balonowego), od 1939 urzędnikiem był Tadeusz Towarnicki. Pod koniec lat 30. prasa informowała o wzorowych stosunkach na linii pracodawca-pracownicy oraz zwracano uwagę na brak strajków w fabryce i nieistnienie związków zawodowych.

#### Produkcja
Produkcja fabryki gumy w Sanoku przed 1939 była oparta na gazie ziemnym jako źródle energii.
Zakład produkował elementy masek przeciwgazowych, płyty gumowe, pasy transmisyjne i paski klinowe do alternatorów, opony i dętki rowerowe (uznawane za najtrwalsze, np. modele z serii cord, rekord), obręcze gumowe do wozów i bryczek, węże strażackie, drzwi patentowe, podkowy gumowe, gumowe gąbki kąpielowe, obcasy gumowe, skórgumy do podeszw, węże hamulcowe (zamówienie na obszar Wielkiej Brytanii do wagonów towarowych), łodzie desantowe i płótno balonowe, namioty. Schmidt zakupił też angielską licencję na „Laticel”, gumę porowatą stosowaną do wypełniania siedzeń w pojazdach, której produkcję podjęto w fabryce. Do produkcji wszelkiego rodzaju wyrobów stosowany był powszechnie recykling, a uzyskiwany z gumowych odpadów poprodukcyjnych regenerat kauczuku wykorzystywano ponownie do produkcji opon, hamulców i elementów wagonów kolejowych. Przed 1939 produkowano też gumowe części do urządzeń w sferze wojennej.

### Zakłady Przemysłu Gumowego „Stomil”

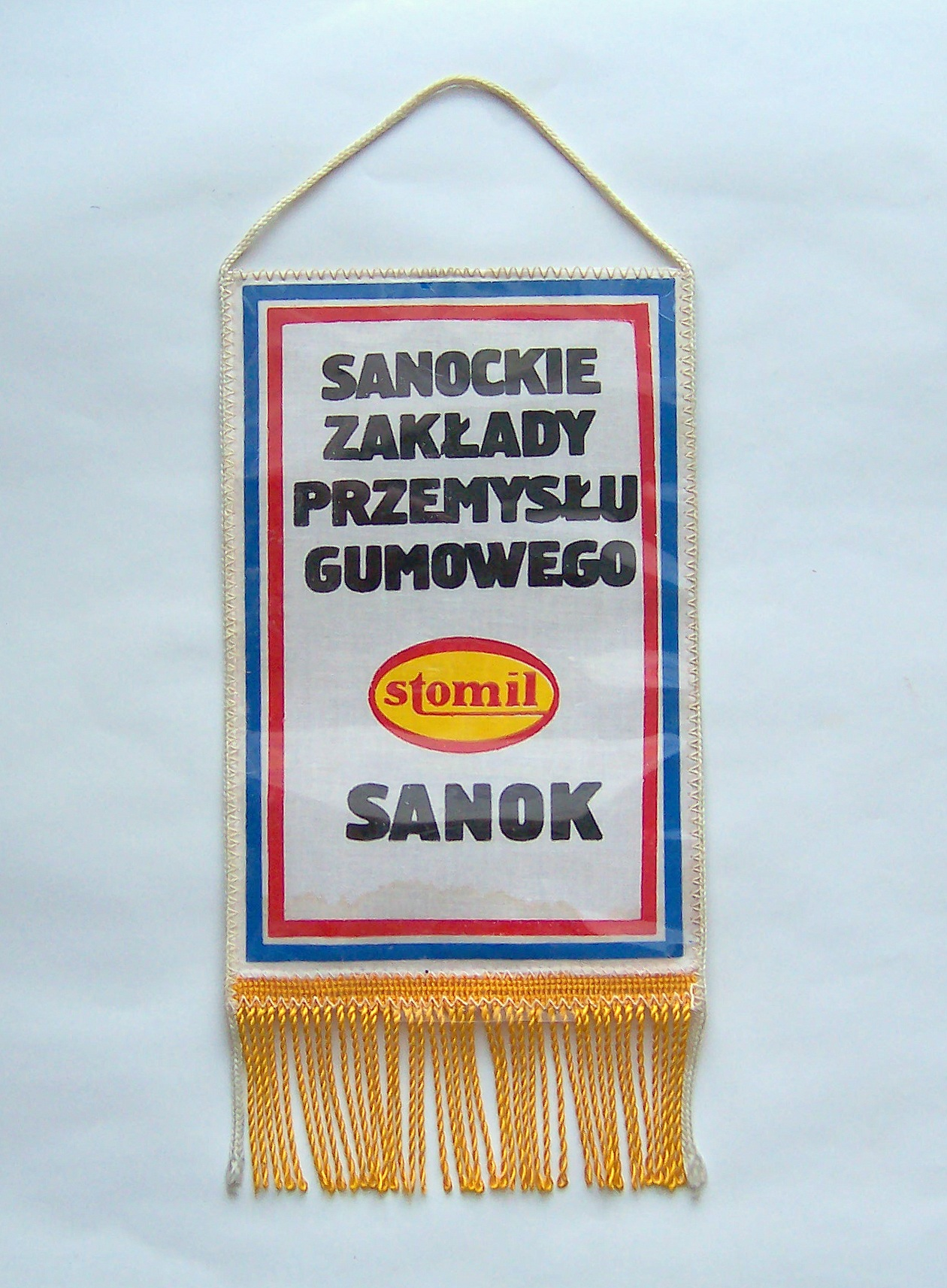
Proporczyk SZPG Stomil i Sanoczanki Sanok

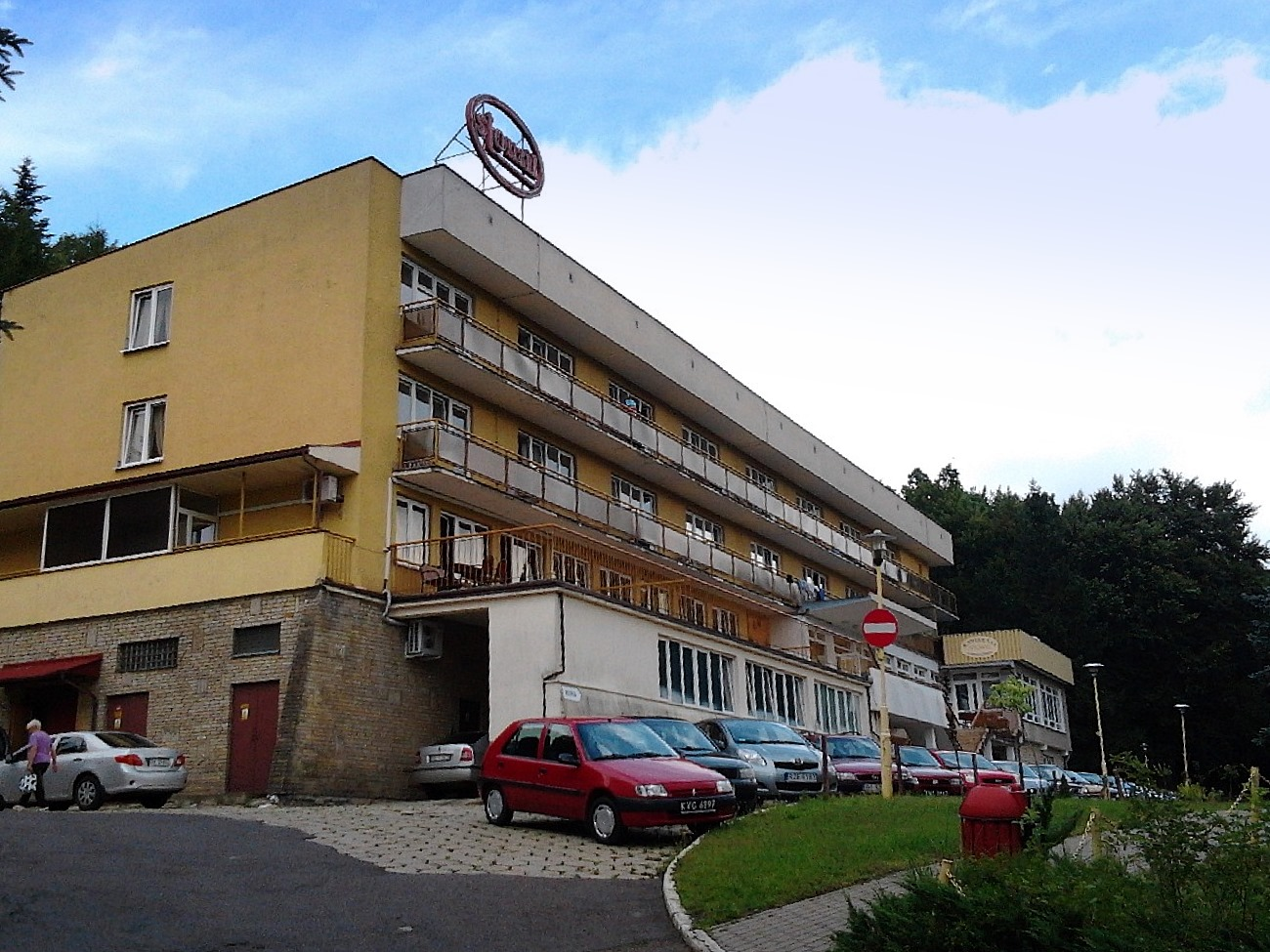
Budynek sanatorium Stomilu w Rymanowie-Zdroju

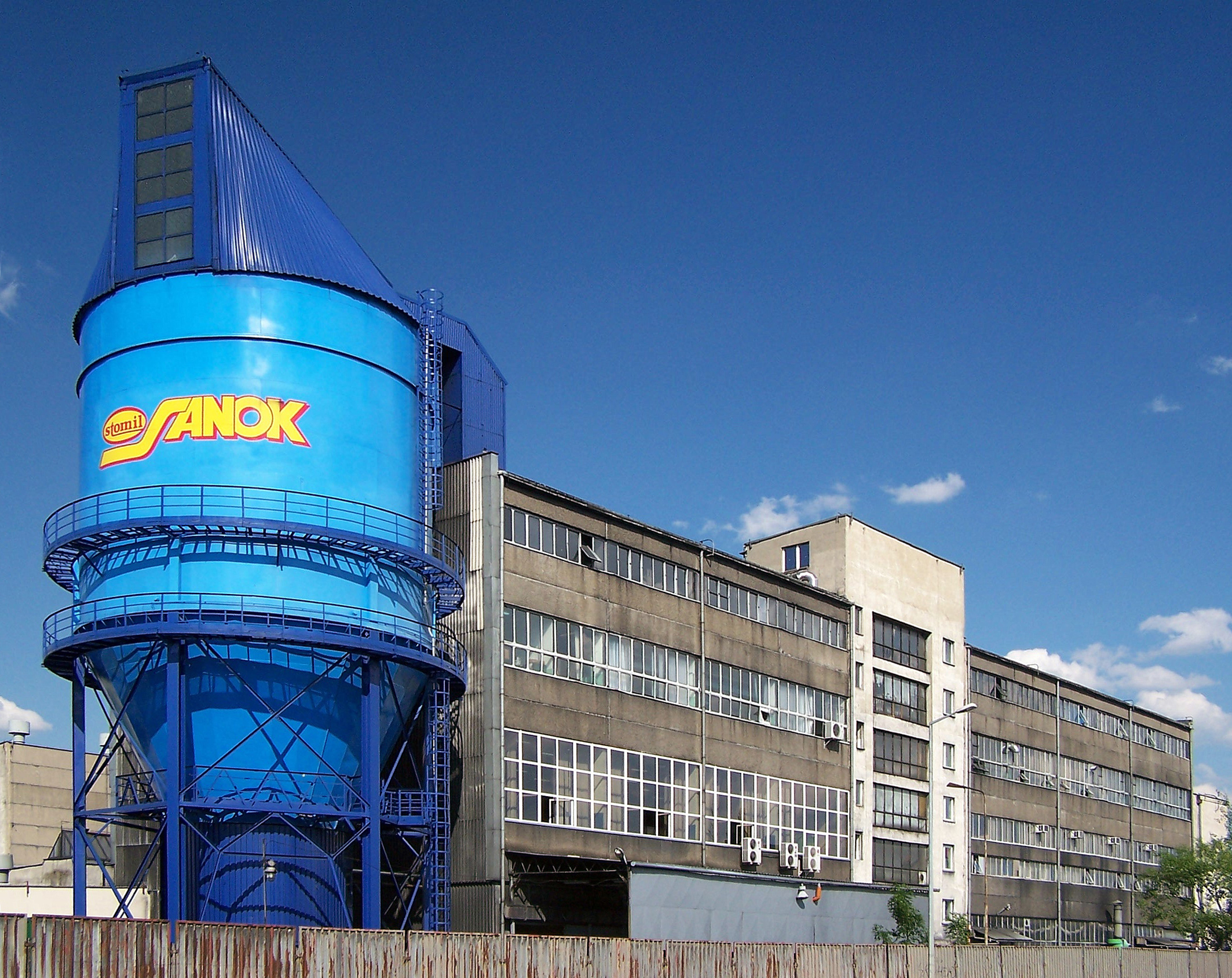
Zabudowania fabryki przy ul. Dworcowej – Zakład Produkcji Mieszanek Gumowych oraz zbiornik sadzy (2007)

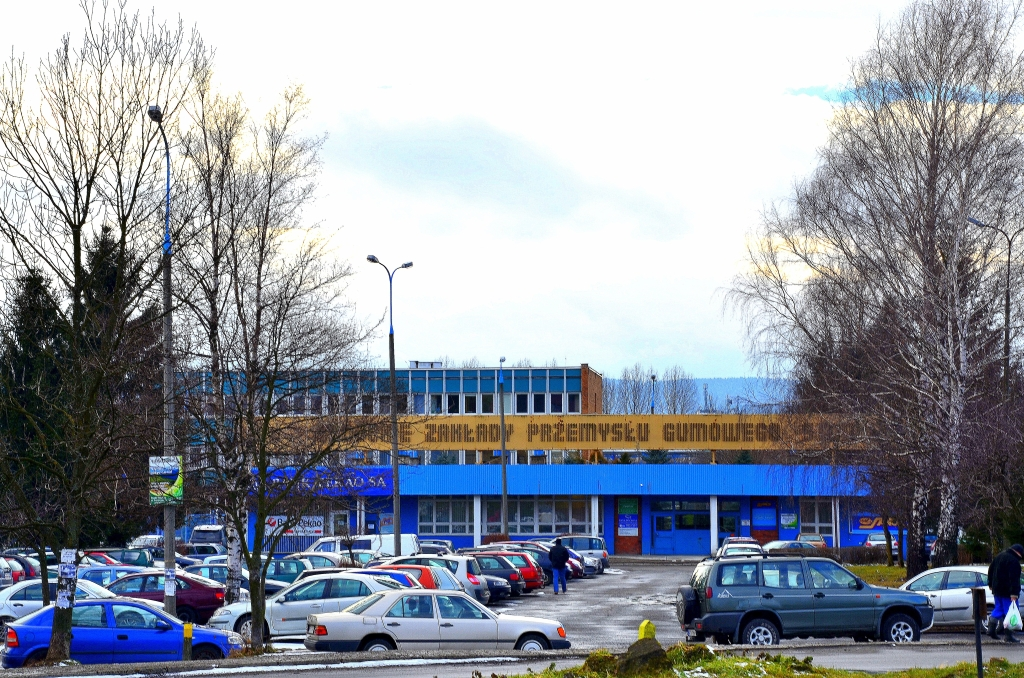
Parking i historyczna brama główna do fabryki przy ulicy Przemyskiej (2013)

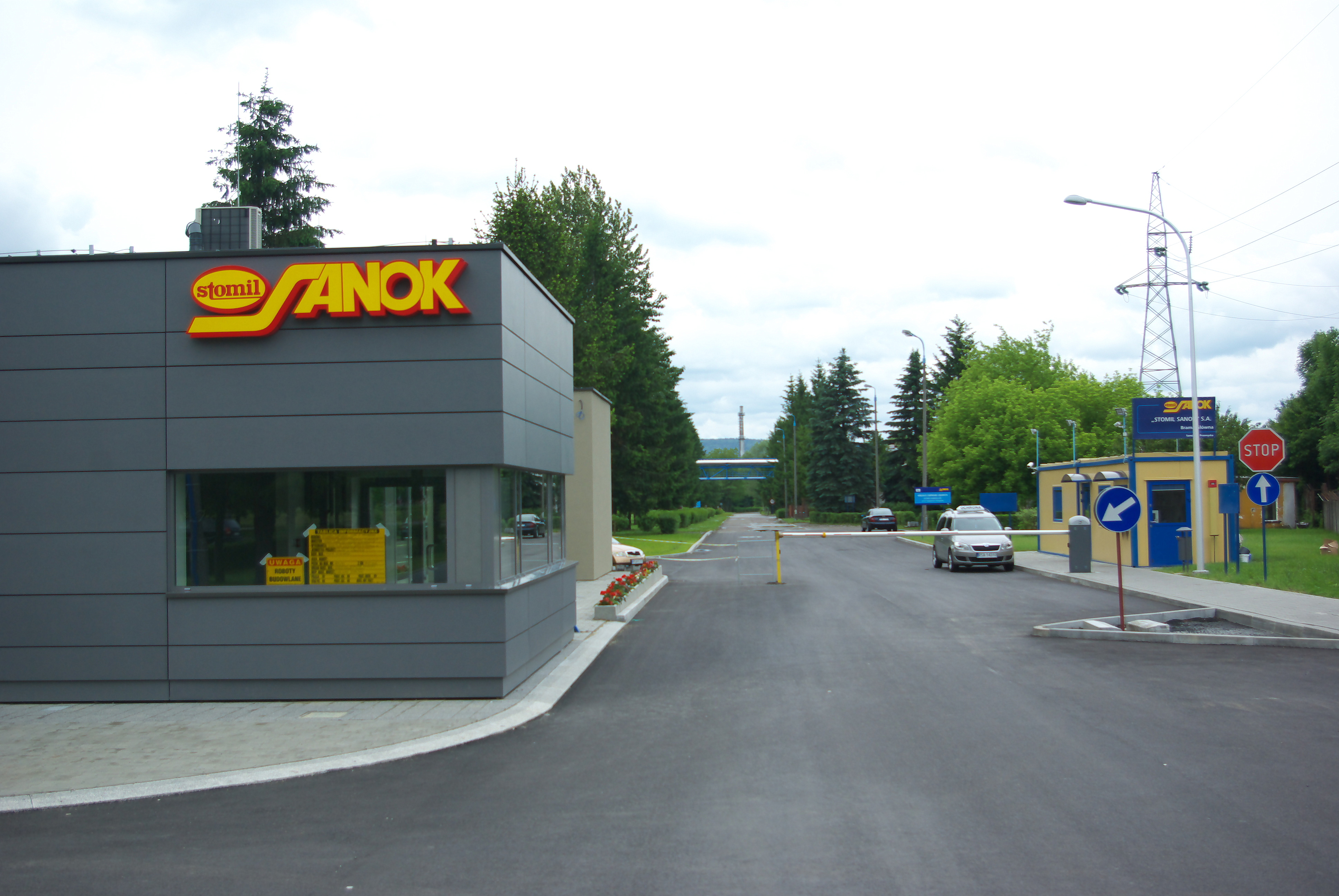
Brama przy ulicy Przemyskiej

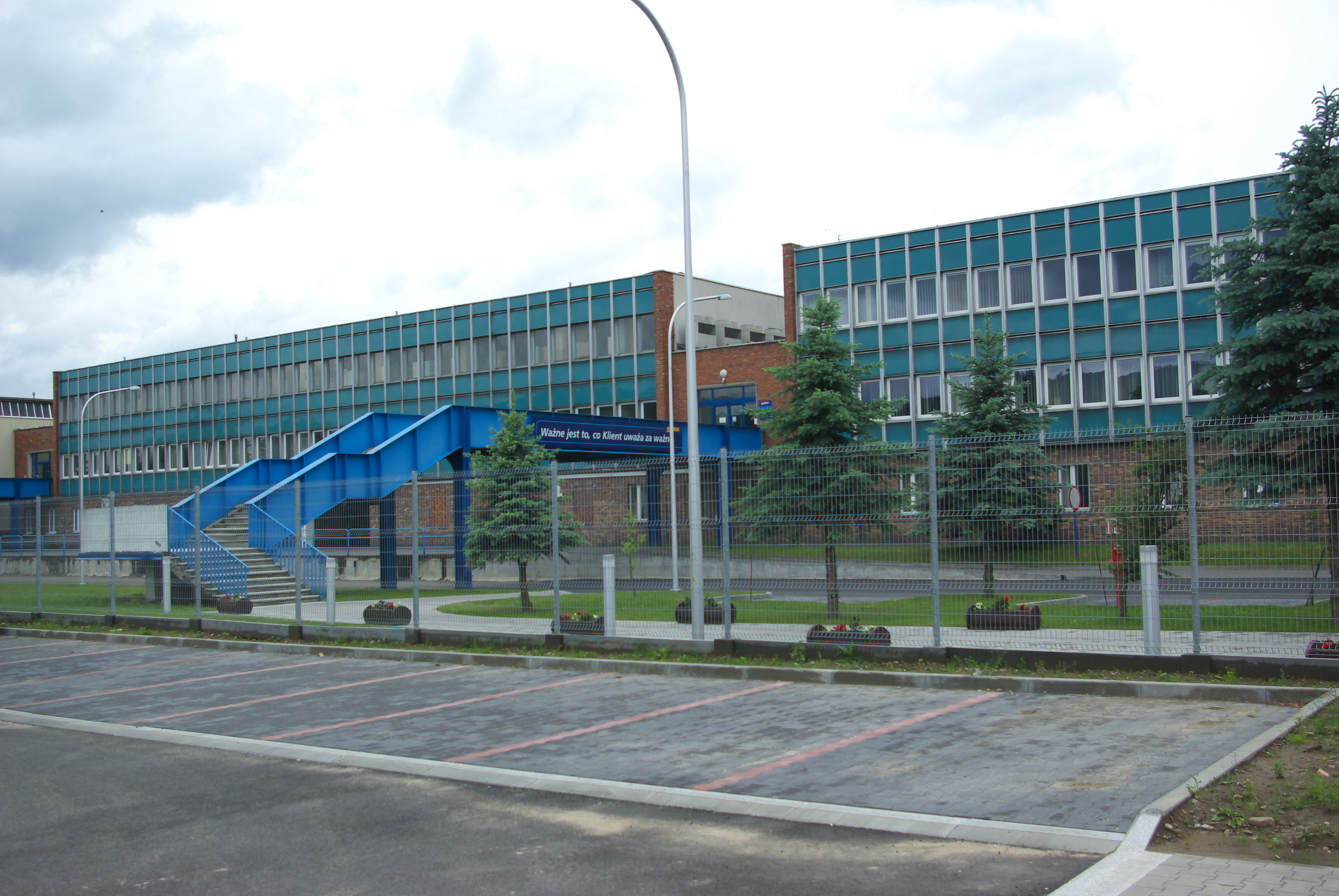
Zabudowania fabryczne przy ulicy Przemyskiej

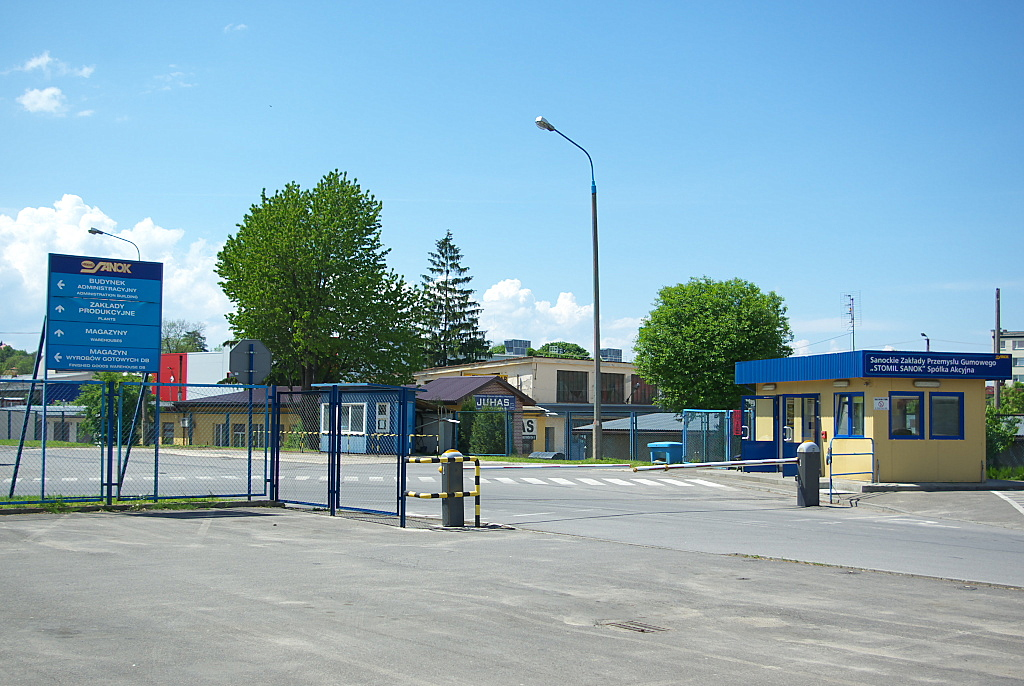
Brama przy ulicy Władysława Reymonta

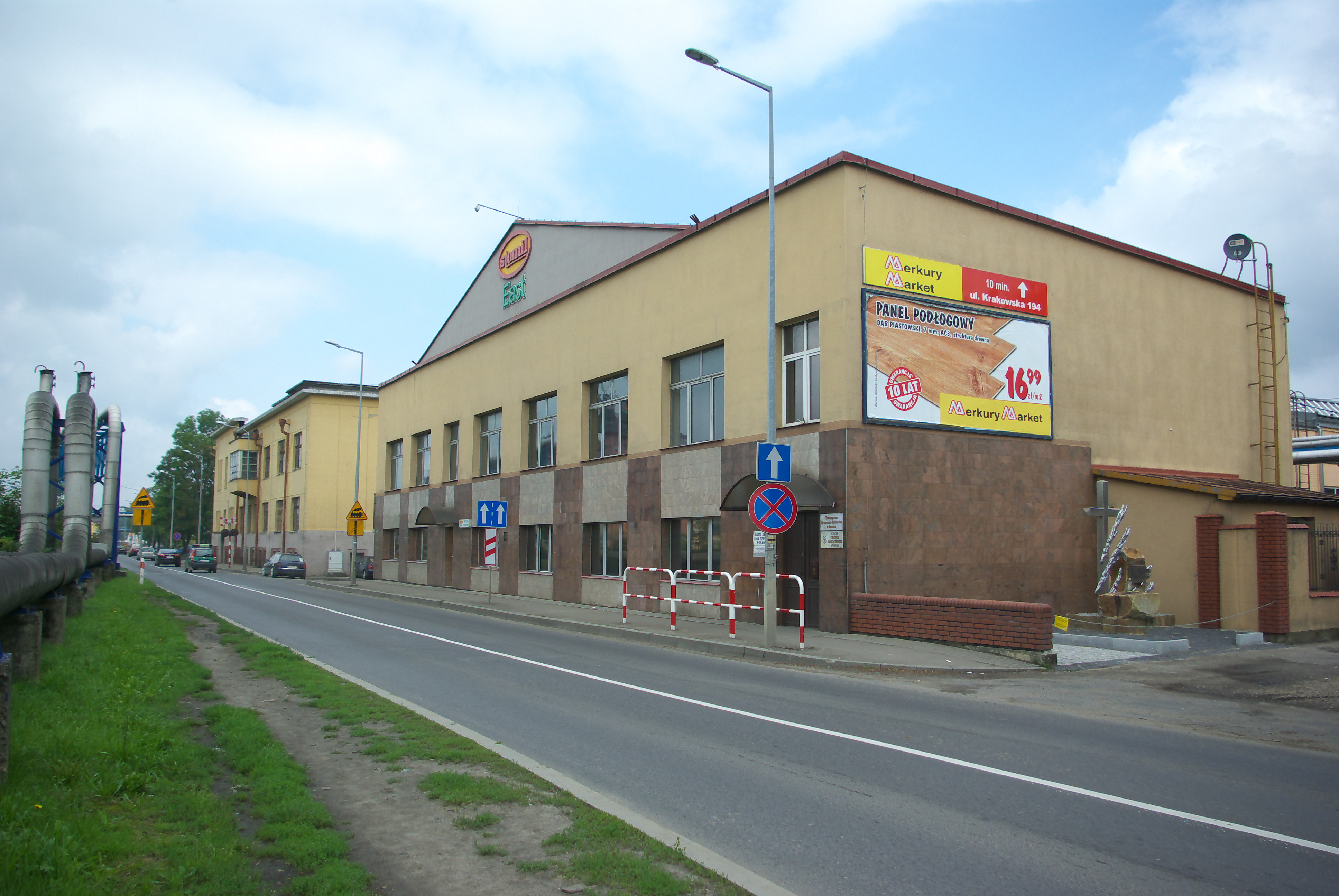
Budynki Stomilu przy ulicy Dworcowej

U schyłku wojny władze Powiatowej Rady Narodowej w Sanoku postanowiły o odbudowie fabryki, jednak po decyzji innych władz Polski Ludowej infrastruktura Gumy została przekazana na rzecz Okręgowych Zakładów Zbożowych w Rzeszowie, zaś po aktach dzierżawy zabudowania służyły następnie innym podmiotom, np. jako magazyny nawozów sztucznych. Później władze państwowe zdecydowały o przekazaniu zachowanej infrastruktury fabryki do Bydgoszczy, lecz po wstawiennictwie ówczesnego starosty sanockiego Andrzeja Szczudlika sanocka fabryka otrzymała dotację finansową. W tym czasie Oskar Schmidt chciał odzyskać znacjonalizowaną przez PKWN firmę (z odpadów gumowych zamierzał wytwarzać najpotrzebniejsze w pierwszych latach po wojnie wyroby m.in. obcasy oraz podeszwy). Ostatecznie orzeczeniem Nr 58 Ministra Przemysłu Lekkiego, Jerzego Grzymka, z 14 grudnia 1950 Zakłady Przemysłu Gumowego „Stomil” w Sanoku zostały przejęte na własność Państwa.
Decyzja o odbudowie zapadła w 1954 r., a jej realizacja nastąpiła w latach 1956–1960 (ich koszt wyniósł 100 mln złotych). Z Krakowa do Sanoka powrócił również przedwojenny park maszynowy. W wyniku tego powstała nowa infrastruktura. Fabryka pod nazwą Sanockie Zakłady Przemysłu Gumowego oficjalnie otwarto 20 lutego 1960. W tym roku było produkowanych 370 produktów, a zatrudnienie wynosiło 185 pracowników. W 1970 obchodzono 10-lecie istnienia tego zakładu.
W 1970 fabryka została nazwana Zakłady Przemysłu Gumowego „Stomil”. W 1976 roku uruchomiono produkcję pasów klinowych na licencji amerykańskiej firmy Gates. W 1978 zakłady rozbudowano kosztem 4 mld złotych, inwestycje skierowane były na rozwój wyrobów potrzebnych dla krajowego przemysłu motoryzacyjnego. Zakład zatrudniał wówczas 5000 pracowników i zajmował tereny o pow. 58 ha umiejscowione w dzielnicy Olchowce po obu brzegach Sanu. Wzrastała także liczba zatrudnienia: w 1964 – 500 pracowników, w 1974 – 2100, w 1978 – ponad 5000 (obok Autosanu zatrudniającego wówczas 7000 osób, był to drugi co do wielkości pracodawca miasta). W latach 70. ZPG „Stomil” przekazywał ok. 70% wyrobów gumowych do wytwórczości w Fabryki Samochodów Małolitrażowych „Polmo” Bielsko-Biała, w tym część uszczelek do modelu Fiata 126 p. Na początku 1975 fabryka dostarczyła także 400 tys. krążków do gry w hokeja na lodzie.
W 1978 został wybity medal upamiętniający rozbudowę zakładu w latach 1973–1978, zaprojektowany przez Zbigniewa Osenkowskiego. 1 sierpnia 1978 w fabryce złożył wizytę premier PRL Piotr Jaroszewicz, a 9 sierpnia 1979 I sekretarz KC PZPR Edward Gierek. Dzień po wprowadzeniu stanu wojennego 13 grudnia 1981, załoga fabryki podjęła strajk; następnie władze dokonały internowań, aresztowań i zwolnień z pracy (podobnie było w sanockiej fabryce SFA Autosan).
Jednocześnie rozbudowywano infrastrukturę socjalną służącą pracownikom zakładu, m.in. osiem bloków mieszkalnych, dom sanatoryjny w uzdrowisku Rymanów-Zdrój (Zakładowy Dom Zdrojowy, oddany do użytku w lipcu 1973), ośrodek wypoczynkowy w Myczkowcach, w 1978 została otwarta przyzakładowa przychodnia zdrowia przy ulicy Przemyskiej z 13 gabinetami specjalistycznymi, a także inwestowano w projekty miejskie, w tym wodociągi i oczyszczalnię ścieków.
ZPG Stomil prowadziły klub sportowy Sanoczanka Sanok.
W 1982 fabryka obchodziła jubileusz 50-lecia istnienia. Z tej okazji został wybity medal pamiątkowy.
Na majątek przedsiębiorstwa poza parkiem maszynowym i halami składało się do 1993:
- 8 bloków mieszkalnych do 1978, około 1200 mieszkań w 1993,
- stołówka zakładowa,
- dom sanatoryjny w Rymanowie,
- ośrodek wypoczynkowy w Myczkowcach,
- dwa żłobki,
- przedszkole,
- Klub Kulturalno-Oświatowy „Chemik” oraz sportowy „Sanoczanka”,
- zespół basenów kąpielowych na Błoniach[39].

#### Zatrudnienie i pracownicy
Do 1980 zakład liczył 5000 pracowników. Do 1990 zatrudnienie wynosiło 3700 pracowników.
Od 1957 do 1991 dyrektorami fabryki byli: Henryk Zwoliński, Adam Przybyło, Adam Szpet, Tadeusz Skórka (1967-1977), Zbigniew Paszta (1977-1981), Józef Baszak (1981-1990), Andrzej Hołubowski (1990).
W latach 70. i 80. sekretarzami Komitetu Zakładowego PZPR w fabryce byli Jan Buśko i Leonard Kabala. W przedsiębiorstwie byli zatrudnieni Zdzisław Smoliński, Marian Daszyk, Tadeusz Paszkiewicz (ur. 1948), były dyrektor ds. handlu Stomil Sanok, od 1991 prezes PHU Stomil East, spółki handlowej z 65,69% udziałem Stomil Sanok, inż. Michał Micherdziński, Stanisław Zajdel, Jan Samek, Marian Kawa (1974-1981), Stanisław Czekański (zastępca dyrektora od 1979), Marian Kunc.

#### Odznaczenia i wyróżnienia
- Nagroda Kowalskich przyznana przez czytelników „Kuriera Polskiego” (1974)[84]
- „Jubileuszowy Adres” (1984)[85]
- Odznaka „Za zasługi dla ZSMP” (1986, odznaczona zakładowa organizacja młodzieżowa)[86]
- Złota Odznaka Honorowa Towarzystwa Przyjaźni Polsko-Radzieckiej (1986)[87][88]
- Odznaka „Za zasługi dla województwa krośnieńskiego” (1987)[89]
- Odznaka „Zasłużony dla Sanoka” (1987)[89]

### Sanockie Zakłady Przemysłu Gumowego „Stomil Sanok” S.A.
Po utworzeniu spółki akcyjnej 1 stycznia 1991 stanowisko dyrektora naczelnego i prezesa zarządu SZPG „Stomil” objął Marek Łęcki, wybrany w drodze konkursu w 1990 (wcześniej dyrektor ekonomiczny fabryki Autosan), który przeprowadził kompleksową restrukturyzację oraz prywatyzację przedsiębiorstwa: m.in. sprywatyzowano, część przekazując miastu oraz zamknięto żłobki i przedszkola, stołówkę zakładową i kluby sportowe. Sprzedano mieszkania. Sprywatyzowano również pracownicze ośrodki wypoczynkowo-rekreacyjne.
W tym samym czasie Łęcki złożył ofertę ministerstwu przekształceń własnościowych na odkupienie przedsiębiorstwa przez menedżerów zarządzających Stomilem. Z powodu braku akceptacji ministerstwa na tego typu propozycję, przy współpracy firm konsultingowych został wyłoniony jako partner biznesowy Stomilu fundusz Enterprise Investors. Z części majątku spółki w 1990 utworzona została również spółka z niemieckim kapitałem Pass-Pol, wówczas pod nazwą Pass-Stomil (przedsiębiorstwo zatrudniało w 2013 blisko 2500 pracowników), w której Stomil Sanok został współudziałowcem.
We wrześniu 1993 Enterprise Investors nabył od Skarbu Państwa 80% akcji Stomilu Sanok za kwotę 8,7 mln zł (4,5 mln USD). 15% papierów otrzymali pracownicy, po cenie niższej od płaconej przez Enterprise Investors. Pięcioprocentowy pakiet objęła kadra menedżerska. Do tego czasu przeprowadzona została restrukturyzacja zatrudnienia oraz części majątku. Prezes Łęcki zmniejszył zatrudnienie z 3700 do 2500 i do 1400 osób w 2003, konsultacji w zakresie gospodarowania zasobami ludzkimi udzielał Michał Boni, konsultant Enterprise Investors, uczestniczący już wcześniej w podobnych procesach.
14 września 1995 otrzymał certyfikat jakościowy odpowiadający wymaganiom europejskiej normy ISO 9001.
Od 28 stycznia 1997 spółka notowana jest na Giełdzie Papierów Wartościowych w Warszawie.
W 2002 Stomil SA otrzymał nagrodę Ministra Środowiska i Polskiego Centrum Badań i Certyfikacji „Panteon Polskiej Ekologii”
W lipcu 2003 grupa kierownicza Stomil Sanok posiadająca już 10% akcji, zakupiła od Enterprise Investors kolejne akcje na drodze wykupu menedżerskiego (MBO, ang. management buyout). Wykup akcji przez kadrę zarządzającą wspomagany był przez OFE i TFI.
W czerwcu 2014 walne zgromadzenie Stomilu Sanok uchwaliło wypłatę akcjonariuszom w formie dywidendy 34,14 mln zł pochodzącej z zysku za 2013. Reszta zysku ma zasilić kapitał zapasowy.
W październiku 2014 roku przedsiębiorstwo przejęło niemiecką spółkę Draftex Automotive GmbH.

#### Zatrudnienie i pracownicy
W 1993 spółka liczyła 2200 pracowników. Do 2003 zatrudnienie spadło do 1400 pracowników. W 2011 zatrudnienie wynosiło 1750 (grupa Stomil Sanok zatrudnia 2286 pracowników). W 2013 zatrudniała 1770 pracowników (grupa Stomil Sanok w sumie 2347 osób).
Od 1994 Wojciech Balwierczak (były wiceburmistrz Miasta Sanoka) i Wiesław Franciszek Panter pierwszy prezes sprywatyzowanego Krosna oraz prezes krośnieńskiego OZPN (zmarł). Do grudnia 2004 specjalistą ds. funduszy pomocowych był Sebastian Niżnik, obecny starosta sanocki. Do 2009 Krzysztof Lewicki (ur. 1963) były prezes Zakładów Azotowych Puławy. Do 2005 Robert Kurkarewicz (branża pasy napędowe), obecnie Prezes Generalny Tagex Polska (branża pasy napędowe, kolektory słoneczne, wyroby gumowe) Do 2009 Dorota Czapla-Niżnik, kierownik sprzedaży (w branży pasy napędowe) prywatnie żona starosty sanockiego, obecnie kierownik sprzedaży w Gates Corporation (branża pasy napędowe). W 2009 w zarządzie Stomil Sanok Dystrybucja zasiadł Andrzej Krzanowski, były prezes Autosan.

#### Związki zawodowe i agencje pracy tymczasowej
Na terenie zakładu działają cztery związki zawodowe: Związek Zawodowy „Kontra” przy Sanockich Zakładach Przemysłu Gumowego Stomil Sanok SA przew. Robert Sośnicki, Międzyzakładowy Związek Zawodowy Stomil & Pass-Pol przew. Robert Majcher, Niezależny Samorządny Związek Zawodowy Pracowników Sanockich Zakładów Przemysłu Gumowego „Stomil-Sanok” przew. zarządu Mieczysław Kaszycki i NSZZ „Solidarność” w Stomil Sanok S.A. przewodniczący Antoni Malinowski.
Na rzecz SZPG Stomil Sanok SA rekrutację oraz zatrudnienie pracowników prowadzi Agencja Pośrednictwa Pracy „POGLESZ” Maciej Pogorzelec. Firma została założona przez pracownika Stomil Sanok Leszka Pogorzelca, działacza ZSPM w tym zakładzie jako „POGLESZ Agencja Ochrony Mienia Leszek Pogorzelec”. Po śmierci Leszka Pogorzelca firmę przejął jego syn. Od imienia Leszka Pogorzelca nazwany został międzynarodowy turniej piłki siatkowej o „Puchar Ziemi Sanockiej im. Leszka Pogorzelca” przyznawany przez starostwo sanockie. Zdecydowaną większość pracowników Agencji Pośrednictwa Pracy stanowią kobiety.

#### Produkcja
Zakład produkuje:
- pasy klinowe dla przemysłu i rolnictwa; do połowy lat 90. XX wieku przedsiębiorstwo była monopolistą na krajowym rynku pasów do kombajnu Bizon, obecnie udział ten drastycznie spada,
- uszczelnienia dla budownictwa, pozyskano takich klientów jak Veka, Brügmann, Roto Frank i Metalplast gdzie inwestowały fundusze Enterprise Investors,
- wyroby akcesoryjne dla motoryzacji, główni odbiorcy uszczelek karoserii i wyrobów gumowo-metalowych do systemów antywibracyjnych: PASS GUMMIWERKE[114], FORD, VOLVO, Grupa VW, GM, CF GOMMA, VERITAS AG, CONTITECH, FIBRAX, TRI POLAND[115],
- różnego rodzaju artykuły techniczne, gumowo-metalowe, gumowo-tkaninowe, gumowe,
- mieszanki gumowe.

#### Sprzedaż
Segment motoryzacyjny realizowany przez dostawy uszczelnień karoserii i systemów antywibracyjnych przynosi Stomilowi 45% przychodów. Do pomocy przy rozwoju tego segmentu działalności przedsiębiorca ściągnął fachowców z zagranicy. Ważnym partnerem handlowym Stomil Sanok jest również niemieckie przedsiębiorstwo Tagex, dostawca m.in. na rynku polskim elementów przenoszących napędy, w tym pasów klinowych i łańcuchów.
- W 2006 spółka zrealizowała sprzedaż netto w wysokości 383,3 mln złotych i wypracowała 33,2 mln zysku netto.
- W 2013 wartość sprzedaży spółki Stomil Sanok wynosiła 720,1 mln zł w tym 471,3 mln zł to eksport, zysk netto za 2013 r. wyniósł 68,2 mln zł[118].

##### Sprzedaż krajowa
| Rok             | udział sprzedaży (%) |
| 2005            | 14,8%                |
| 2011            | 9,11%                |
| 2012            | 8,4%                 |
| 2013            | 7,3%                 |
| I kw. 2014      | nie podano           |
| I półrocze 2014 | 6,95%                |
| 2015            | 6,9                  |

Sprzedaż wyrobów własnych na rynku polskim głównie pasów klinowych i uszczelnień budowlanych prowadzona jest przez sieć sprzedaży składającej się z sześciu hurtowni należących do Stomil Sanok Dystrybucja sp. z o.o., w której Stomil Sanok SA posiada 100% udziałów. Na rynku krajowym stosowany jest taki model sprawdzonej działalności.
W 2010 roku wyodrębniony został segment rynku pod nazwą „Stomil Agro” – maszyny rolnicze – należący do Stomil Sanok Dystrybucja. Oferta obejmuje m.in. sprzedaż ciągników i kombajnów zbożowych Deutz-Fahr.
- W 2013 sprzedaż krajowa Stomil Sanok Dystrybucja dała prawie 7,3% ogólnej wartości sprzedaży Grupy Stomil Sanok. Obecnie wyroby własne Stomilu stanowią tylko mniej niż połowę udziału sprzedaży sieci Stomil Sanok Dystrybucja[125].

###### Sprzedaż w roku 2014
- W I kw. 2014 wyroby własne Stomilu stanowiły ponad jedną trzecią udziału sprzedaży sieci Stomil Sanok Dystrybucja.
- I półroczu 2014 sprzedaż krajowa Stomil Sanok Dystrybucja[126] dała 6,95% (25.169 tys. zł) udziału sprzedaży całej Grupy Stomil Sanok (361.909 tys. zł) w tym wyroby własne typu pasy klinowe i uszczelnienia budowlane[127]. Do najważniejszych czynników, które mogą mieć wpływ na dalsze wyniki sprzedaży uznano dostępność kredytów dla bezpośrednich i pośrednich odbiorców towarów spółki, zwłaszcza dla osób fizycznych, prowadzących działalność gospodarczą w segmencie rolnictwa i budownictwa. Sprzedaż towarów nie produkowanych przez Stomil Sanok S.A. w I półroczu 2014 roku stanowiła 55% sprzedaży spółki Stomil Sanok Dystrybucja[128]. Wartość sprzedaży tej grupy asortymentowej w I półroczu 2014 roku wyniosła ok. 8,5% (30.762 tys. zł) przychodów Grupy Stomil Sanok, były to głównie maszyny i ciągniki rolnicze[129] i była mniejsza w porównaniu do I. półrocza 2013 roku. Do 30 czerwca 2014 Stomil Sanok Dystrybucja uzyskała również kredyty krótkoterminowe na łączną kwotę 11 656 tys. zł z terminami spłaty między 9 kwietnia a 29 maja 2015 roku[130].

Ogółem przychody ze sprzedaży całej grupy wyniosły 768,6 mln zł w roku 2014, w tym 65,7% pochodziły z eksportu. Sprzedaż krajowa dała przychód w wysokości 263,7 mln zł w tym przychody Stomil Sanok Dystrybucja dały 99,7 mln zł. Sprzedaż Stomil Sanok Dystrybucja w roku 2014 była mniejsza w porównaniu do roku 2013 o 8 mln zł i wyniosła 99,7 mln PLN (107,7 mln PLN w 2013, w tym przychody ze sprzedaży wyrobów innych producentów stanowiły wartość 53,5 mln PLN. Stan zadłużenia Spółki na dzień bilansowy wynosił 21.957.000,00 zł.

##### Sprzedaż zagraniczna
Sprzedaż wyrobów własnych głównie pasów klinowych i uszczelnień na rynkach wschodnich Rosja, Białoruś i Ukraina odbywa się przez spółki zależne. Udział poszczególnych spółek nie przekracza 10% wartości sprzedaży całej Grupy Stomil Sanok.
- PHU Stomil East Sp z o.o. – sprzedaż wyrobów Stomil Sanok – pasy klinowe, uszczelnienia na rynkach WNP, zatrudnienie 6 osób;
- Stomil Sanok Rus Sp. z o.o. w Moskwie, sprzedaż wyrobów Stomil Sanok – pasy klinowe, uszczelnienia na rynkach WNP (100% udziałów), dyr. Sergiusz Skawałowski, zatrudnienie 12 osób;
- Stomil Sanok Ukraina Sp. z o.o. w Równym, sprzedaż wyrobów Stomil Sanok – pasy klinowe, uszczelnienia na rynkach WNP (100% udziałów), dyr. Ignacy Szyszko, zatrudnienie 22 osoby;
- Stomil Sanok Wiatka S. A. w Kirowie, sprzedaż wyrobów Stomil Sanok – na rynku rosyjskim (81,1% praw głosu), dyr. Oleg Czobaj, zatrudnienie 8 osób (2012);
- Z.P.P.U. P. Stomil Sanok BR w Brześciu, Białoruś – sprzedaż wyrobów Stomil Sanok – na rynku rosyjskim, białoruskim (100% praw głosu), dyr. Zbigniew Kotarba, zatrudnienie 73 osoby;
- Rubber @ Plastic Systems S.A.S w Villers-la-Mantagne – produkcja i sprzedaż uszczelnień karoserii (100% praw głosu), dyr. Rafał Grzybowski, zatrudnienie 41 osób;
- Sanok Qingdao Auto Partrs w Qingdao – działalność marketingowa, dyr. Tomasz Bochnak, zatrudnienie 1 osoba;
- Meteor China-Beteiligungs GmbH w Bockenem – spółka holdingowa, dyr. Marcin Saramak i Dieter Lemke, 20% udziałów w firmie Sanok Qingdao Auto Parts[135].

##### Wynagrodzenie osób zarządzających spółką
Za rok 2012 wynagrodzenie wyniosło 3 748 124,00 zł, w tym: wynagrodzenia stałe 2 040 000 zł; wynagrodzenia zmienne 1 708 124 zł.
– na poszczególnych członków Zarządu:
- Marek Łęcki – 552 000,00 zł (stałe) – 456 375,00 zł premia – 1 008 375,00 zł razem (2012)
- Marta Rudnicka – 378 000,00 zł (stałe); 315 656,00 zł premia; 693 656,00 zł razem (2012)
- Mariusz Młodecki – 354 000,00 zł (stałe); 304 781,00 zł premia; 658 781,00 zł razem (2012)[136]
- Grażyna Kotar – 378 000,00 zł (stałe); 315 656,00 zł premia; 693 656,00 razem
- Marcin Saramak – 378 000,00 zł (stałe); 315 656,00 zł premia; 693 656,00 razem[137]

##### Akcjonariusze
Akcjonariusze powyżej 5% akcji w 2013.
- 1. ING OFE – 3 400 000 – 12,65%
- 2. Marek Łęcki – 2 967 900 – 11,04% (2013); 2 967 900 akcji (I pół. 2014)[138]
- 3. OFE PZU Złota Jesień – 2 656 000 – 9,88%
- 4. Aviva Investors Poland SA – 2 379 411 – 8,85%
- 5. Aviva OFE Aviva BZ WBK – 1 527 783 – 5,68%
- 6. PKO BP BANKOWY PTE S.A. – 1 375 875 – 5,12%

Akcje w posiadaniu osób zarządzających
- Marta Rudnicka dyrektor ds. badań i nowych uruchomień[118][139] – 1 307 820 akcji (2013), 1 307 820 akcji (I pół. 2014)[138], od czerwca 2015 członek rady nadzorczej Stomil Sanok[140]
- Mariusz Młodecki dyrektor ds. logistyki i zakupów[118][141] – 94 800 akcji
- Grażyna Kotar dyrektor ds. finansów – 31 000 akcji (2013)[118], 31 000 (I. p. 2014)[138]
- Marcin Saramak dyrektor ds. rozwoju biznesu – 30 200 akcji (2013)[118], 30 200 akcji (I. pół. 2014)[138]
- Rafał Grzybowski – 10 000 akcji (I. pół. 2014)[138]

#### Wyróżnienia
- Honorowy tytuł „Firma Roku 1995” przyznany przez tygodnik „Nowe Podkarpacie”[142].

### Sanok Rubber Company S. A.

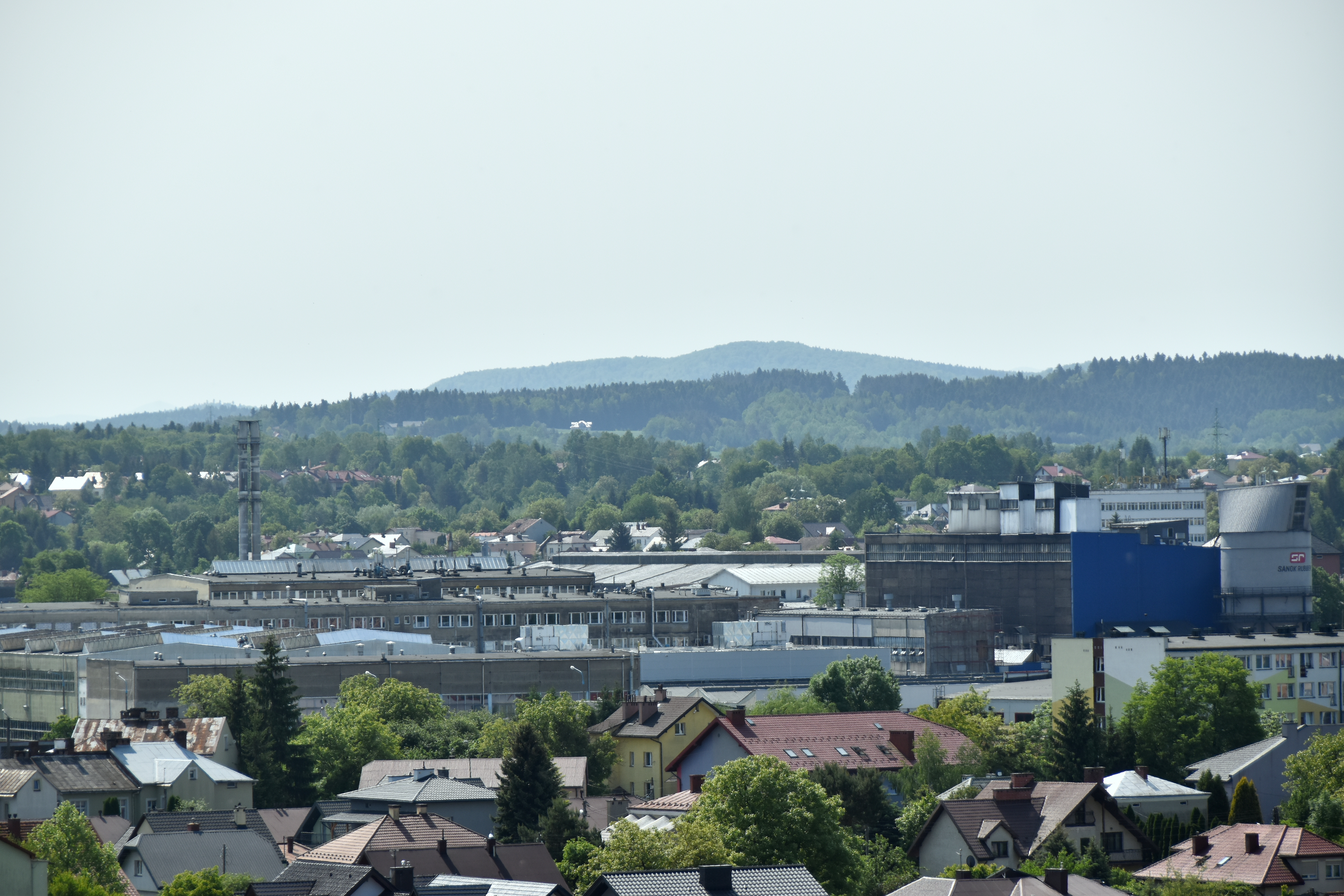
Widok na zabudowania fabryczne (2023)

2 listopada 2015 nastąpiła zmiana nazwy spółki. Po rejestracji nowej nazwy i statutu Sanockie Zakłady Przemysłu Gumowego Stomil Sanok SA to Sanok Rubber Company Spółka Akcyjna. Spółka może również posługiwać się nazwą skróconą Sanok RC S.A.
Sprzedaż grupy Sanok Rubber w 2015 wyniosła 903,52 mln zł i była w porównaniu z rokiem poprzednim wyższa o 18% (768,61 mln zł w 2014). Wzrost przychodów ze sprzedaży uzyskano głównie dzięki spółce zależnej pracującej na rynku niemieckim firmie Draftex Automotive GmbH, realizującej usługi w segmencie motoryzacyjnym. Sprzedaż wyrobów Grupy dla przemysłu motoryzacyjnego wyniosła w sumie 54% ogólnej wartości sprzedaży w roku 2015. Sprzedaż oprzyrządowania do produkcji wyrobów gumowych i tworzyw oraz usług remontów maszyn realizowana przez Stomet Sp. z.o.o. poza odbiorców Grupy stanowiła 129,1 mln zł przychodów w roku 2015. Z dniem publikacji sprawozdania finansowego Spółki za 2015 w dniu 18 marca 2016 wypowiedziała umowę o pracę i rezygnację z członka zarządu Grażyna Kotar, dyrektor finansowy Sanok RC.
Otoczenie rynkowe firmy ma wpływ na jej strukturę organizacyjną, którą obecnie tworzą dyrekcje dywizji budownictwa, przemysłu oraz biznesu motoryzacji (dyrekcja dywizji motoryzacji Sanok, RPS SaS Francja, Draftex, QMRP Chiny i AQAP Chiny). Od 2015 dyrektorem dywizji przemysłu jest Wiesław Wyżycki były prezes firmy Autosan odwołany razem z Wiesławem Krzanowskim z pełnionych funkcji w roku 2009. Pasy klinowe owijane produkowane od lat 70. sprzedawane były w roku 2015 z magazynów w Sanoku, magazynów Stomil Sanok Dystrybucja, Sanok Rus w Moskwie i Sanok Ukraina w Równem, na rynki afrykańskie pasy klinowe dostarczała spółka zależna Colmant Cuvelier. Prezesem zarządu przedsiębiorstwa od 1991 do 2017 był Marek Łęcki. W październiku 2017 prezesem zarządu został Piotr Szamburski.
Największym z działających kilku związków zawodowych jest Solidarność 80.

#### Segment motoryzacja
W pierwszym kwartale 2015 w podziale segmentowym Grupa Sanok odnotowała wzrost sprzedaży w motoryzacji (+60,4% rok/roku), mieszankach gumowych sprzedawanych klientom zewnętrznym (+10,2% r/roku) i segmencie rolniczym (+5,5% r/roku). Dodatnie dynamiki sprzedaży w tych segmentach rynku spowodowane były głównie dzięki konsolidacji dwu nowych przejętych zagranicznych zakładów, w motoryzacji firmy Draftex, a w rolnictwie francuskiej firmy Colmant Cuvelier, producenta m.in. pasów klinowych w asortymentach konkurencyjnych do produkowanych przez Stomil. 1 sierpnia 2016 spółka przejęła kontrolę nad chińskim przedsiębiorstwem Qingdao Meteor Rubber & Plastics, producenta uszczelnień karoserii samochodowych. Sanocka firma dysponowała do tego czasu 20% udziałami tej firmy, które posiadał Draftex Automotive GmbH, zakupiony w 2014 przez Sanok Rubber Company.

#### Segment budownictwo
Największy spadek sprzedaży o 26,7% w 2015 roku odnotowano w segmencie odbiorców wyrobów dla budownictwa (uszczelki EPDM) głównie na rynkach wschodnich i UE. Bardzo duży spadek przychodów Sanok RC w I kw. 2015 (-35% r/roku) wystąpił w tzw. dywizji budownictwa dostarczającej uszczelki EPDM do stolarki budowlanej i innych. W I pół. 2016 odnotowano dalszy pogłębiający się spadek sprzedaży budowlanych uszczelek systemowych w porównaniu do roku 2015 (-1,8 mln zł.).

#### Segment przemysł i rolnictwo
W 2015 odnotowano spadek sprzedaży pasów klinowych, w tym na rynku rosyjskim o 18%, w porównaniu do roku 2014. Sprzedaż wyrobów własnych Sanok RC do spółki Stomil Sanok Dystrybucja w Bogucinie wyniosła 6,9% (42,4 mln zł) ogólnej wartości sprzedaży w roku 2015. W I pół 2016 odnotowano dalszy spadek sprzedaży w tym segmencie działalności (o 6 mln zł) z branży technicznej obsługi rolnictwa, niższa była sprzedaż z tego tytułu w I półroczu 2016 r. o 8,4 mln zł w porównaniu do zrealizowanej sprzedaży w I półroczu 2015r. Sprzedaż towarów nie produkowanych przez Sanok RC S.A. za 6 m-cy 2016 roku stanowiła 45% sprzedaży Stomil Sanok Dystrybucja. Sprzedaż Stomil Rubber do SSD Sp. z o.o. w Bogucinie wyniosła 22 211 tys. zł w I pół. 2016 (24 260 tys. zł I pół. 2015), należności od SSD wynoszą 15 680 tys. zł (stan 30.06.2016). Dla porównania w 2005 sprzedaż krajowa Stomil Sanok Dystrybucja dała 49 652 tys. zł, w tym wyroby własne, pasy klinowe stanowiły ponad 66% (33 106 tys. zł) wartości sprzedaży Stomil Sanok Dystrybucja.

##### Colmant Cuvelier
W lutym 2015 firma z Sanoka zakupiła aktywa Colmant Cuvelier przez francuską spółkę zależną, RPS. Colmant Cuvelier z Lille to producent elementów układów napędowych o kilkudziesięcioletniej tradycji, z oddziałami Colmant Cuvelier w Wevelgem i Colmant Cuvelier w Torino. 15 stycznia 2015 roku Stomil Sanok SA wszedł w posiadanie składników aktywów Colmant Cuvelier. Colmant Cuvelier to francuski producent pasów klinowych ze 120-letnią tradycją (rok założenia 1895), specjalizujący się w dostawach napędów, głównie na lokalny, francuski rynek przemysłowy, rynki Północnej Afryki i krajów Europy Zachodniej. Obrót Colmant Cuvelier za 2013 roku wyniósł 7,6 mln euro, a za osiem miesięcy 2014 roku 4,5 mln euro. Pod koniec roku 2014 zakład w Lille zatrudniał 47 osób. Produktami Colmant Cuvelier są m.in. pasy klinowe o profilach Z,A,B,C oraz SPZ, SPA, SPB, SPC, sprzedawane pod brandem Veco, Vecoband, Ventico oraz koła pasowe Vecobloc. Poza asortymentem klasycznych pasów oferta obejmuje napędy łańcuchowe, napędy synchroniczne, sprzęgła (0,3 kW do 150 kW), taśmy przenośnikowe i elewatorowe oraz płótna Airco. W roku 1993 firma opatentowała m.in. typy pasów klinowych pod nazwą Veco „Label Dynam” łączące zarówno prosty montaż, jak i optymalną metodę naciągu roboczego pasa.
Przedstawicielem Colmant Cuvelier w Polsce w 1994 roku była firma AMT Gliwice, Toszecka 101.

## Wydarzenia

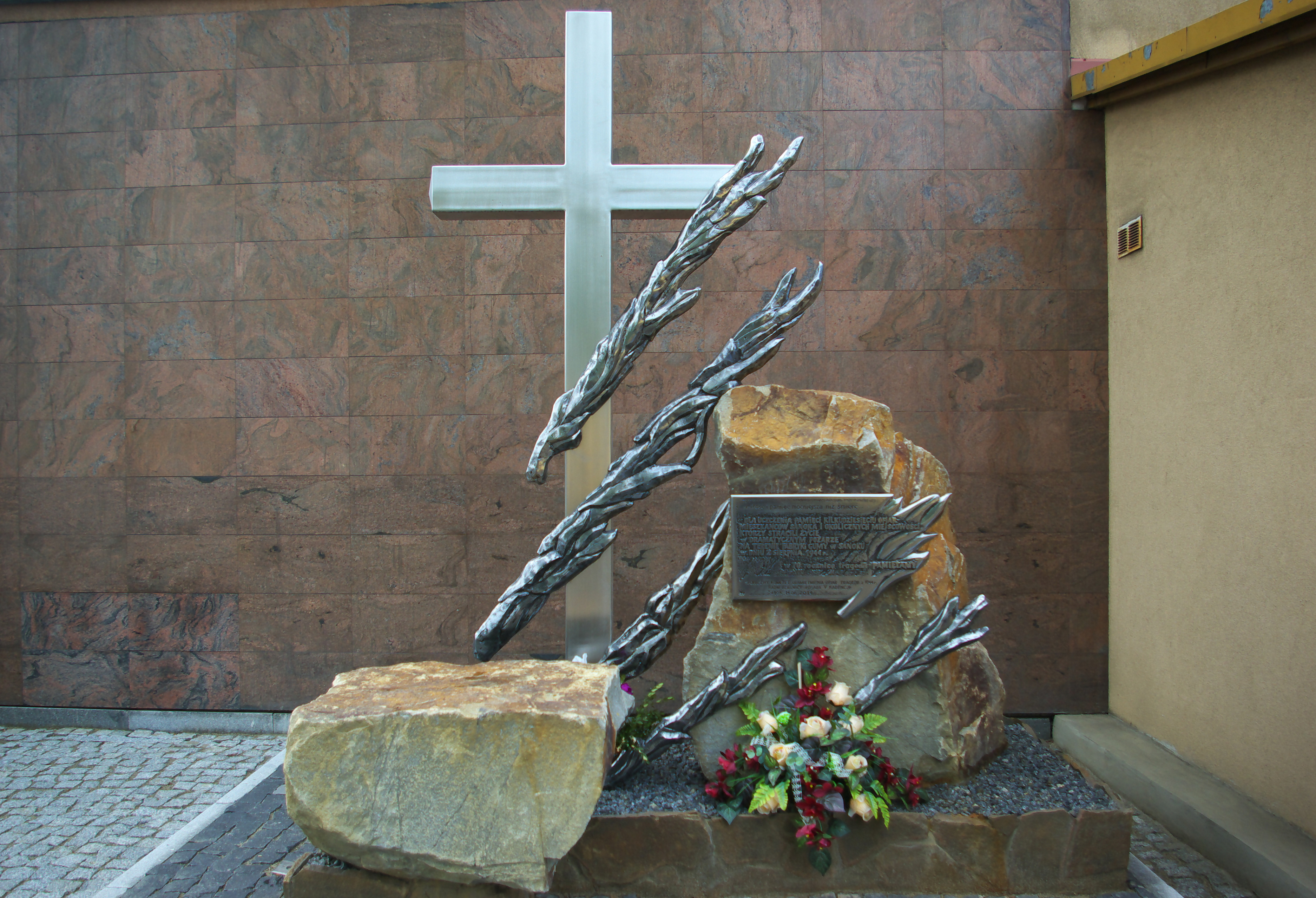
Krzyż pamiątkowy poświęcony ofiarom pożaru z 1944

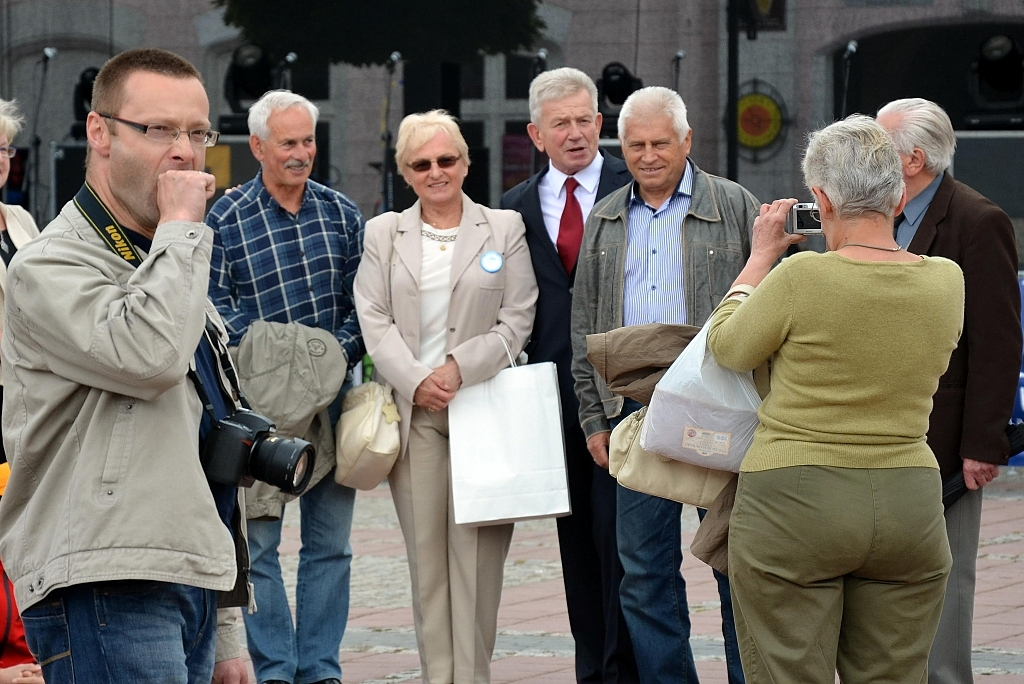
Jan Oklejewicz (przewodniczący Rady Miasta Sanoka, SLD) i Andrzej Krzanowski (trzeci od prawej) na rynku w Sanoku w czasie obchodów Światowego Zjazdu Sanoczan

2 sierpnia 1944 na terenie fabryki w części zajmowanej przez magazyny Wełykoj Kooperatywy Narodnoj Torhowli „Sojuz”, prowadzonej przez Ukraińców, nastąpiła eksplozja i pożar materiałów łatwopalnych, w wyniku których śmierć poniosło kilkadziesiąt osób (ok. 70). Zdarzenie zostało upamiętnione krzyżami dla wspomnienia ofiar: pierwszy z przełomu lat 50./60. (wykonawcą i fundatorem był Kowal Andrzej Bar, obok został posadzona wierzba płacząca przez Józefa Baszaka); drugi, krzyż metalowy wraz z tabliczką pamiątkową, ustanowiony w 1994 z inicjatywy klubu seniora „Sanoczanie” przy wsparciu mieszkańców dzielnicy Posada i Rady tej dzielnicy (inskrypcja głosiła: Krzyż postawiono dla upamiętnienia kilkadziesiąt osób, którzy ponieśli tragiczną śmierć w płomieniach jako żywe pochodnie – na skutek wybuchu materiałów palnych na terenie Fabryki gumy w dniu 2 sierpnia 1944. Pamięć o Nich pozostanie żywa w naszych sercach. Mieszkańcy Dzielnicy Posada). W 2014 krzyż został usunięty. Trzeci, krzyż w formie monumentu wraz z tablicą pamiątkową, został odsłonięty przed 70. rocznicą zdarzenia, 14 czerwca 2014. Stanowi go granitowy krzyż w otoczeniu stylizowanych płomieni, osadzony na skałach piaskowca. Inskrypcja brzmi: ...miłość i pamięć mocniejsza niż śmierć... Dla uczczenia pamięci kilkudziesięciu ofiar – mieszkańców Sanoka i okolicznych miejscowości, którzy stracili życie w dramatycznym pożarze na terenie Fabryki Gumy w Sanoku w dniu 2 sierpnia 1944 r. W 70. rocznicę tragedii pamiętamy. Społeczny komitet upamiętnienia ofiar tragedii z 1944 r. Radni dzielnicy Posada V kadencji. Sanok, 14.06.2014.
We wrześniu 2007 w ramach uroczystości związanych z obchodami 75-lecia założenia fabryki Zarząd Sanockich Zakładów Przemysłu Gumowego „STOMIL SANOK” S.A. zorganizował piknik rekreacyjny na sanockich Błoniach, podczas którego wystąpili: Majka Jeżowska, Kabaret pod Wyrwigroszem oraz Paweł Kukiz z zespołem Piersi.
23 czerwca 2014 „stary zakład” przy ul. Władysława Reymonta w czasie trwania Światowego Zjazdu Sanoczan odwiedziła Marina Schmidt, najmłodsza córka doktora Oskara Schmidta. Była to pierwsza wizyta członka rodziny Schmidtów od zakończenia II wojny światowej.

## Inne informacje
Na podstawie umowy z 1980, którą zawarli dyrektor „Stomilu” Zbigniew Paszta i rektor Uniwersytetu Jagiellońskiego Mieczysław Hess, w latach 1980–1987 z pomocą miasta Sanoka i sanockich Zakładów Przemysłu Gumowego „Stomil” przeprowadzono remont Pałacu Tadeusza Stryjeńskiego przy ulicy Stefana Batorego w Krakowie. W związku z tym senat UJ podjął uchwałę nazwaniu tego budynku Collegium Sanockie.